# Estat Lliure de Lippe

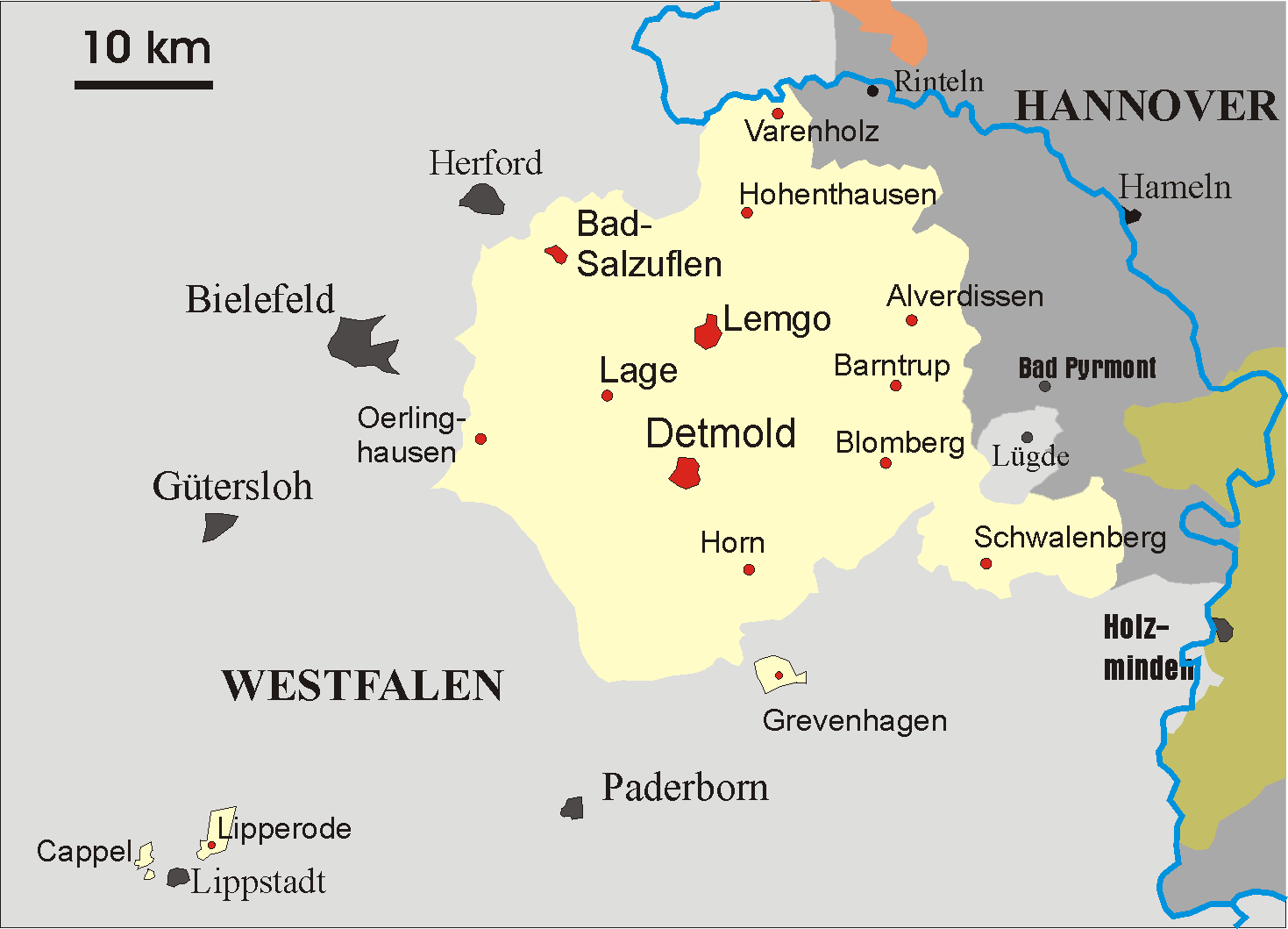
Territori de l'Estat Lliure de Lippe

L'Estat Lliure de Lippe (en alemany, Freistaat Lippe), amb capital a Detmold, fou un Estat federat alemany integrant de la República de Weimar creat després de l'abolició del Principat de Lippe arran de la revolució alemanya de novembre del 1918.
Un cop acabada la Segona Guerra Mundial es recrea l'Estat de Lippe fins que el gener del 1947 l'administració d'ocupació britànica l'incorporà al nou Estat de Rin del Nord-Westfàlia creat tot just mesos abans.